# Manlio Buldrini
Manlio M. Buldrini (12 de enero de 1902-21 de agosto de 1979) fue un militar argentino, perteneciente a la Armada, que alcanzó el grado de capitán de navío. Fue gobernador marítimo del Territorio de la Tierra del Fuego entre 1948 y 1949.

## Biografía
Nació en 1902. Ingresó en la Armada Argentina en 1918, egresando de la Escuela Naval Militar como guardiamarina en la promoción 49. Realizó su viaje de instrucción el fragata ARA Presidente Sarmiento, en su viaje de instrucción XXI.
Entre 1938 y 1939 fue comandante del dragaminas ARA Granville (M-4).
Entre diciembre de 1948 y septiembre de 1949, se desempeñó como gobernador marítimo del Territorio de la Tierra del Fuego, designado por el presidente Juan Domingo Perón. Durante su gestión, la enfermería de Ushuaia se transformó en Hospital Naval y se abrió la Ruta Nacional 3 entre Ushuaia y Río Grande. Luego se desempeñó como jefe del Servicio de Informaciones Navales.
Ascendió a capitán de navío en 1946, pasando a retiro en 1950. Falleció en agosto de 1979.